# Joseph Bisson
Pour les articles homonymes, voir Bisson.
Joseph Bisson, né le 4 novembre 1871 à Couesmes et mort le 13 janvier 1966 à Mayenne, est un archiviste, bibliothécaire et enseignant français.

## Biographie
Né en 1871 à Couesmes de parents instituteurs, Joseph Louis Bisson devient instituteur à l'école de Mayenne-Ouest. En 1899, il publie une monographie de 160 pages sur la ville de Mayenne, illustrée de nombreux dessins et photographies. En 1910, il devient archiviste et bibliothécaire à la bibliothèque municipale de Mayenne. Également conservateur du musée de Mayenne situé dans les mêmes locaux, il ne quittera son poste qu'en 1958, à l'âge de 86 ans. Il est l'auteur de plusieurs ouvrages sur la ville de Mayenne. Il fut aussi le chef de musique de l'orphéon de Fontaine-Daniel.
En 1933, il reçoit la rosette d'officier de l’Instruction publique.
Devenu doyen des Mayennais, il décède en 1966 dans sa 95e année.
Il est l'oncle de Henri Bisson, président du Stade Lavallois de 1947 à 1986.

## Publications
- Monographie communale, commune de Mayenne, 1899.
- Le Château de Mayenne - étude historique , 1940.
- Les Environs de Mayenne, 1941.
- Mayenne à travers les âges. (trois éditions), 1942. Préfacé par A. Tanton, inspecteur primaire à Mayenne.
- La Bibliothèque Municipale et le Musée de Mayenne

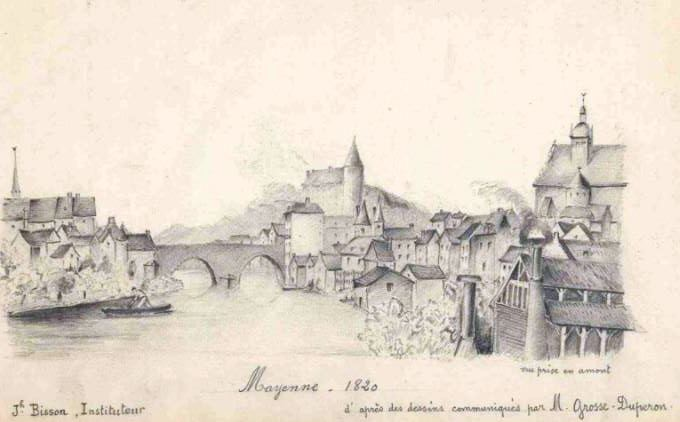
Mayenne en 1820, Le vieux pont avant les travaux de canalisation, dessin de Joseph Bisson (1899)
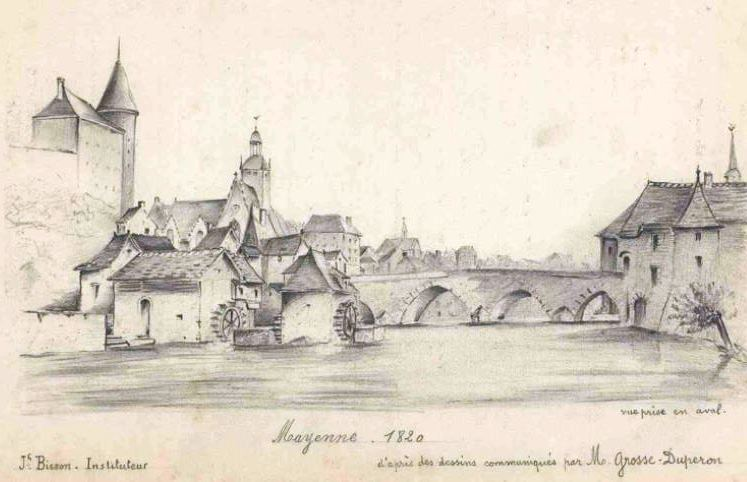
Mayenne en 1820, Les grands moulins au pied du chateau, dessin de Joseph Bisson (1899)